# Charlotte Jørgensen
Charlotte Jørgensen (ur. 1971) – duńska tancerka towarzyska, aktorka i producentka.
Znana z:
- Zatańcz ze mną;
- Księżniczka i żaba[1].